# Odczynnik Nelsona
Odczynnik Nelsona – mieszanina kwasu molibdenowego(VI) oraz arsenowego stosowana w chemii analitycznej do ilościowego oznaczania cukrów redukujących. Odczynnik stosowano najczęściej z odczynnikiem Somogyi.
Odczynnik nie jest stosowany ze względu na trujące i szkodliwe dla środowiska właściwości arsenu. W roku 1980 Chitoschi Hatanaka i Yoshiaki Kobara zaproponowali zastąpienie arsenianu sodu odczynnikiem Folin-Ciocalteu.

## Przygotowanie
Należy przygotować:
- (NH
4)
6Mo
7O
24·4H
2O 25g
- H
2SO
4 98% 21ml
- Na
2HAsO
4 · 7H
2O 3g

Molibdenian(VI) sodu rozpuścić w 450 ml wody. Następnie dodać H
2SO
4, ciągle mieszając. Osobno rozpuścić arsenian w 25 ml wody, potem wymieszać obydwa roztwory ze sobą. Pozostawić roztwór od 24 do 48 h w temperaturze 35-40 °C.

## Właściwości
Środek chemiczny należy przechowywać w ciemnej szklanej butelce w temperaturze 35-40 °C. Odczynnik można przechowywać przez co najmniej rok lub, aż do zmiany barwy z żółtej na lekko zieloną, gdyż oznacza to przeterminowanie i niezdatność do użytku. Stosować rozcieńczając w stosunku objętościowym odczynnik: woda 1:2. Rozcieńczone roztwory są trwałe tylko jeden dzień.
Działanie z odczynnikiem Somogyi wygląda następująco:
1. cukry redukują Cu2+
 do Cu+
2. kwas arsenomolibdenowy (mieszanina H
2MoO
4, H
3AsO
4), utlenia Cu+
 z powrotem na drugi stopień utlenienia
3. przy czym kwas molibdenowy(VI) redukuje się do błękitu molibdenowego o intensywnej niebieskiej barwie[1].